# Saint-Clément (Meurthe e Mosella)

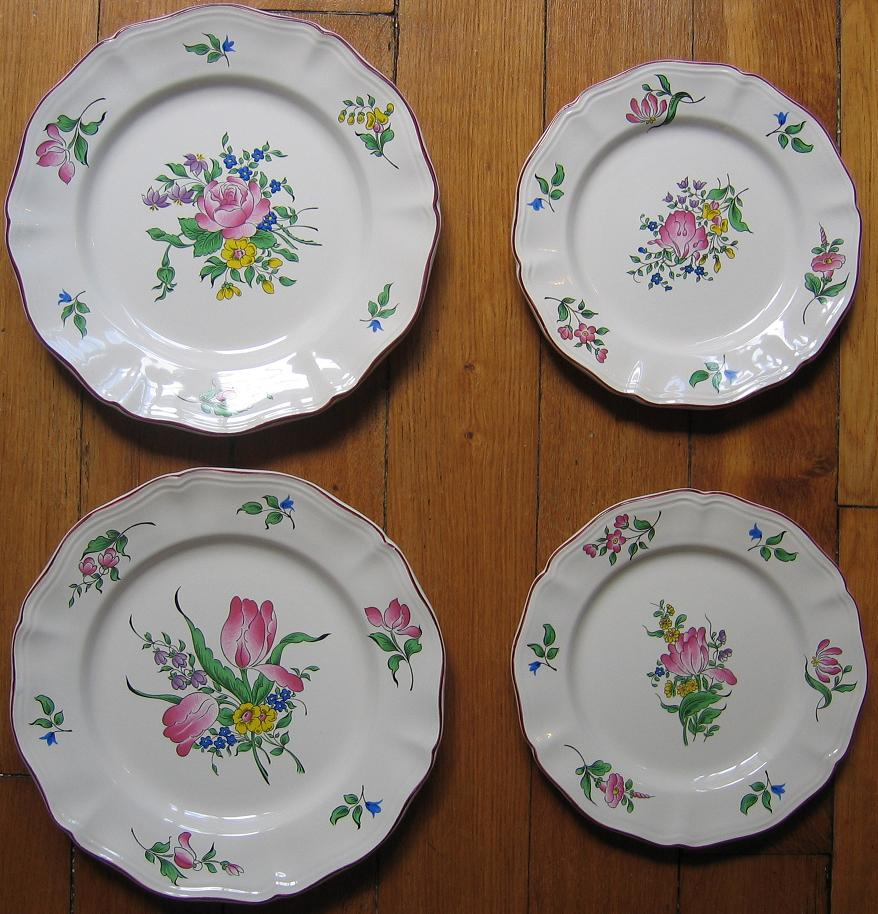
Faïence di Lunéville Saint-Clément

Saint-Clément è un comune francese di 882 abitanti situato nel dipartimento della Meurthe e Mosella nella regione del Grand Est.

## Società

### Evoluzione demografica
Abitanti censiti